# Tandkarpers
De Tandkarpers (Cyprinodontiformes) vormen een orde binnen de straalvinnige vissen. Ze zijn nauw verwant met de Kornaarvisachtigen en worden daar soms bij ingedeeld.
Veel populaire aquariumvissen behoren tot deze orde. Ze staan erom bekend om moeilijke omgevingen te overleven, zoals brak of erg warm water of in situaties waar geen ander type vis kan overleven. Het zijn omnivoren die leven aan de oppervlakte waar zuurstofrijk water aanwezig is.

## Amazonetandkarper
Een bijzondere soort is de Amazonetandkarper, waarvan enkel vrouwtjes zijn, en die enkel dochters krijgen. Om zich voort te planten verleiden ze een mannetje van een andere tandkarpersoort. De spermacellen van de mannelijke tandkarper worden alleen gebruikt om de celdeling van de eicellen te initiëren, zonder dat er een daadwerkelijke bevruchting plaatsvindt. Feitelijk worden de spermacellen als katalysator gebruikt. 

## Families
De volgende families worden binnen de orde onderscheiden:
- Anablepidae (Vierogen)
- Aplocheilidae (Killivisjes)
- Cyprinodontidae (Eierleggende tandkarpers)
- Fundulidae
- Goodeidae
- Nothobranchiidae
- Poeciliidae
- Profundulidae (Midden-Amerikaanse killivisjes)
- Rivulidae
- Valenciidae